# Olympic Airlines
Olympic Airlines (griechisch Ολυμπιακές Αερογραμμές Olympiakes Aerogrammés), bis 2003 Olympic Airways, war eine staatliche griechische Fluggesellschaft mit Sitz in Athen. Seit der Umstrukturierung im Jahr 2009 firmiert die Gesellschaft als Olympic Air.

## Geschichte
Vor Olympic Airways, der Vorgängergesellschaft der Olympic Airlines, gab es mehrere staatliche griechische Fluggesellschaften. Die erste namens Icarus wurde 1930 gegründet und kurze Zeit später wegen finanzieller Probleme und mangelnden Interesses an Flugtransporten wieder eingestellt. Die Griechische Luftfahrtgesellschaft nahm 1935 ihren Platz ein. Im selben Jahr wurde eine zweite Fluggesellschaft gegründet, die private Gesellschaft T. A. E. (Technical and Aeronautical Exploitations/Τεχνικαί Αεροπορικαί Εκμεταλλεύσεις Techniké Aeroporiké Ekmetalléfsis).
Nach dem Krieg, 1947, waren drei Fluggesellschaften in Griechenland tätig: T. A. E., G. A. T./ΕΛΛ. Α. Σ. (Greek Air Transport/Ελληνικαί Αεροπορικαί Συγκοινωνίαι Elliniké Aeroporiké Synkinoníe) und Hellenic Airlines/Α. Μ. Ε. (Αεροπορικαί Μεταφοραί Ελλάδος Aeroporiké Metaforé Elládos).

### Die 1950er- und 1960er-Jahre

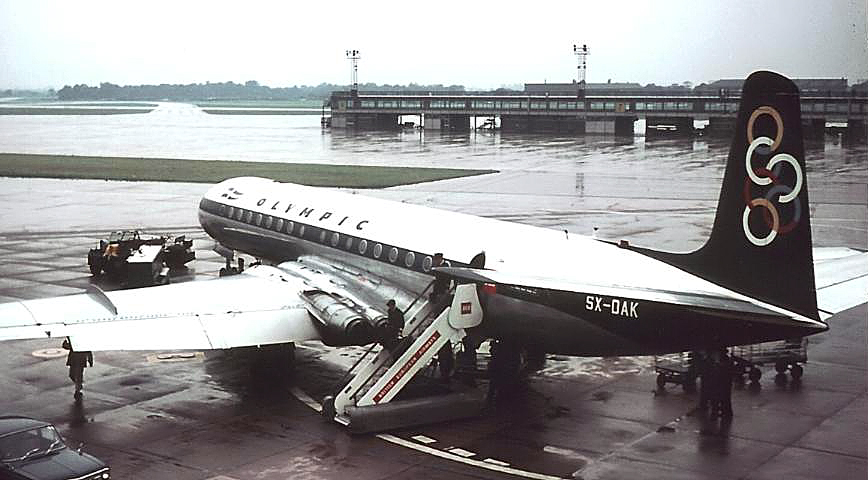
Eine De Havilland Comet 4B im Jahr 1966 in Manchester

Im Jahr 1951 entschied der Staat, diese drei Fluggesellschaften, die alle finanzielle Probleme hatten, in einer einzigen zu vereinigen, der Hellenic National Airlines T. A. E. Auch diese neue Gesellschaft bekam schwerwiegende finanzielle Probleme, so dass der griechische Staat 1955 den Betrieb einstellte. Da kein Kaufinteresse an der Fluggesellschaft bestand, kaufte der griechische Staat sie wieder zurück.
Im Jahr 1956 kaufte der Reeder Aristoteles Onassis die Fluggesellschaft, die er am 6. April 1957 in Olympic Airways (Ολυμπιακή Αεροπορία Olymbiakí Aeroporía) umbenannte. Die Fluggesellschaft war erfolgreich, kaufte 1960 den ersten Jet, eine De Havilland Comet 4B, vereinbarte Codeshare-Flüge mit British Airways, bestellte 1965 die ersten Boeing 707-300, etablierte 1966 den ersten Nonstopflug von Athen nach New York und 1968 die ersten Verbindungen nach Afrika. Im Jahr 1969 wurden die De Havilland Comet 4B ausgemustert.

### Die 1970er-Jahre

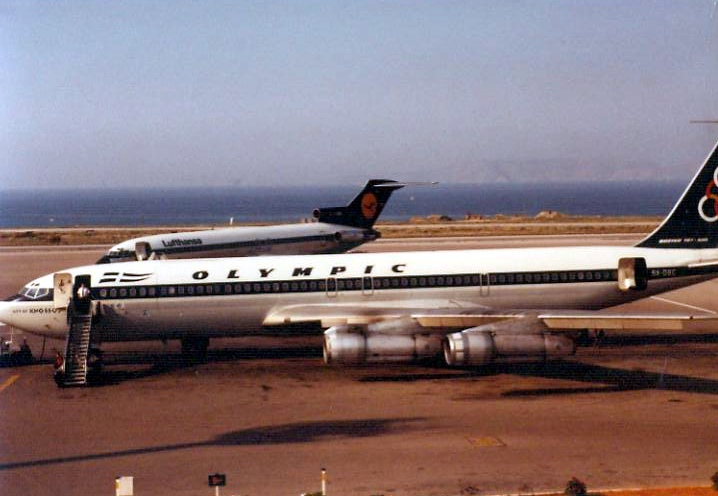
Boeing 707 auf dem Flughafen Heraklion

Im Jahr 1971 wurde die Olympic Aviation/Ολυμπιακή Αεροπλοϊα gegründet, um den innergriechischen Flugverkehr, vornehmlich zu den Inseln, wirtschaftlicher zu gestalten. Im Jahr 1972 war Griechenland erstmals durch Direktflüge mit Australien verbunden. In der Folge wurden weitere Flugzeuge vom Typ Boeing 720-051B und Boeing 747-200 gekauft. Sogar an einem Überschallflugzeug hatte die Gesellschaft Interesse, und Anfang Januar 1973 landete eine BAC-Aerospatiale Concorde zu Demonstrationszwecken in Athen.
Ende desselben Monats verunglückte der Sohn von Aristoteles Onassis, Alexander, bei einem Flugzeugabsturz. Wenige Monate später verkaufte Onassis alle seine Anteile an der Fluggesellschaft an den griechischen Staat. Zu diesem Zeitpunkt hatte die Gesellschaft 38 Flugzeuge, davon 6 Boeing 720/707. Kurz darauf (1975) starb Onassis. Unter staatlichem Management wurden weitere Flugzeuge vom Typ Boeing 737-200 gekauft und die Tochterfirma Olympic Catering gegründet, die sowohl Olympic Airways als auch anderen Fluggesellschaften bediente. Im Jahr 1977 wurden als Sparmaßnahme die Australienroute und wenig später auch die Verbindung nach Kanada eingestellt. Im Jahr 1978 wurde der erste Airbus A300 bestellt.

### Die 1980er-Jahre
Im Jahr 1984 wurden erneut zwei Boeing 747-200 (von Singapore Airlines) erworben und die Verbindungen nach Australien und Kanada wieder aufgenommen. Olympic Airways Cargo wurde gegründet und versuchsweise eine Boeing 707-300 als Cargomaschine umgebaut, dieses Konzept bewährte sich jedoch nicht. Seit den 1980er-Jahren hatte die Fluggesellschaft große finanzielle Probleme, hauptsächlich durch Managementfehler. Unter anderem erlaubte der griechische Staat seinen Politikern und ihren Angehörigen sowie Pressemitgliedern Standby zu einem erheblichen Preisnachlass von bis zu 90 % zu fliegen. Im Jahr 1986 trugen schwere Streiks innerhalb der Olympic Airways zu weiteren finanziellen Verlusten bei. Die Tochtergesellschaft Olympic Tourist, die spätere Macedonian Airlines, wurde gegründet. Mitte der 1980er-Jahre wurde eine Direktverbindung nach Tokio eingerichtet, Anfang der 1990er-Jahre jedoch wieder eingestellt. Weitere Flugzeuge wurden gekauft (Boeing 737-400 und Airbus A300-600R). Mehrere Umstrukturierungsmaßnahmen durch den griechischen Staat, bei denen auch die hohen Schulden getilgt wurden, scheiterten, einschließlich des Versuchs, das Management in die Hände der British-Airways-Tochter Speedwing zu legen. Das Ergebnis waren noch höhere Schulden.

### 1990 bis 2009

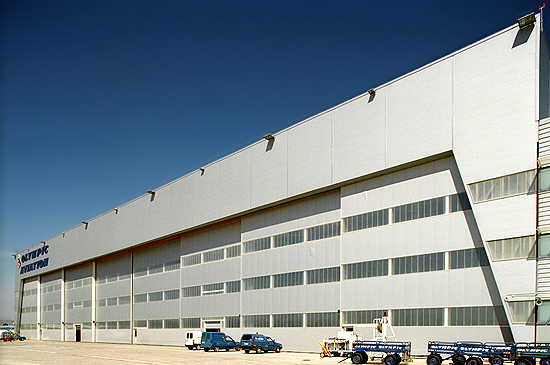
Der 1999 errichtete neue Hangar von Olympic Aviation

Im Jahr 1999 kaufte Olympic Airways vier Airbus A340-313X, um die alternden Boeing 747-200 zu ersetzen. Im Jahr 2003 wurde die Olympic Airways Gruppe grundlegend umstrukturiert. Die Tochtergesellschaft Macedonian Airlines SA wurde in Olympic Airlines SA umbenannt und übernahm sowohl die internationalen, als auch die Inlandsflüge, die bis dahin von der Olympic Aviation durchgeführt wurden. Olympic-Catering wurde an die Fast-Food-Kette Goody’s verkauft. Die Schulden der Olympic Airlines wurden vollständig getilgt. Die übrigen Firmen der Gruppe (Olympic Airways, Olympic Into-Plane Company, Olympic Fuel Company Olympic Airways Handling und die Olympic Airways Technical Base) wurden vereinigt und bildeten die Olympic Airways Services SA. Im Jahr 2004 versuchte der griechische Staat, Olympic Airlines zu veräußern, doch alle Verkaufsverhandlungen scheiterten an der hohen Summe der Subventionen, die (aufgrund einer Bedingung der EU) an den griechischen Staat zurückgezahlt werden sollten.
Olympic Airlines wurde 2004 von Airbus mit dem FSIP Award in den Bereichen Wartung und Sicherheit ausgezeichnet und als eine der sichersten Airlines weltweit eingestuft. Die Fluggesellschaft bot ein Vielfliegerprogramm und Onlinebuchungen an.
Am 14. September 2005 forderte die Europäische Kommission die griechische Regierung auf, die als rechtswidrig eingestuften Subventionen des griechischen Staates an die Airline in Höhe von 540 Millionen Euro zurückzufordern. Die erforderlichen Rechtsmittel sind eingelegt worden. Der Gläubigerschutz durch den Staat wurde bis Oktober 2006 verlängert, so dass Olympic Airlines den Flugbetrieb bis dahin unverändert fortsetzen konnte.
Seit August 2007 war bei Olympic Airlines das Reisen mit elektronischen Tickets möglich gewesen.

### Restrukturierung als Olympic Air

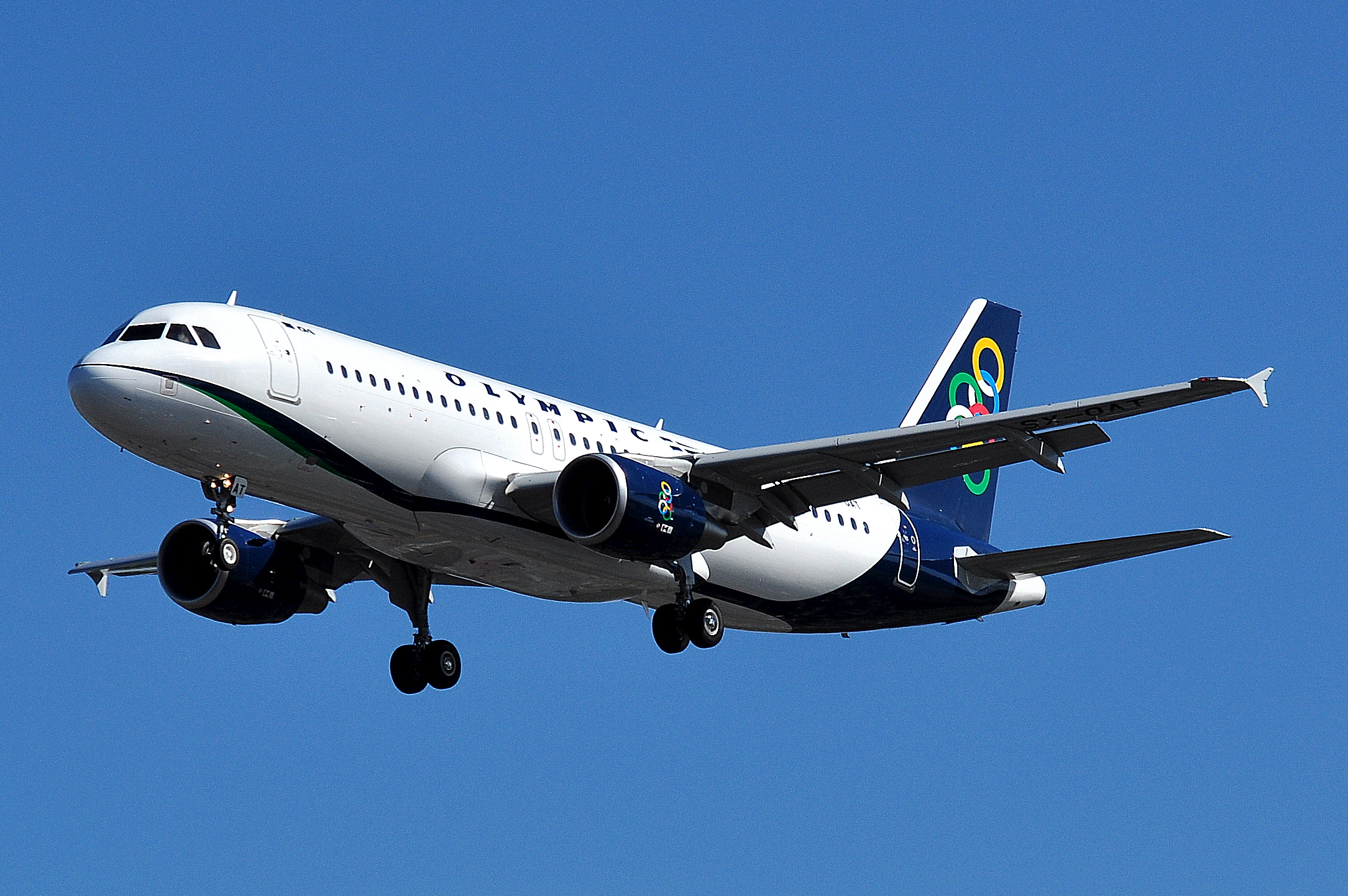
Ein Airbus A320-200 der neuen Olympic Air

Anfang März 2009 berichteten griechische Medien, dass die Fluggesellschaft Olympic Airlines vom griechischen Staat für 177 Millionen Euro an die MIG (Marfin Investment Group) verkauft wird, sofern die EU-Behörden zustimmen. Die EU-Behörden stimmten zu und Olympic wurde an MIG verkauft, welche die Gesellschaft neu gründete.
Die neue Olympic Air hat den gleichen IATA-Code, Logo und Landerechte. Mit einem Teil des Personals wurden neue Verträge ausgehandelt. Die alte Olympic Airlines stellte bis zum 1. Oktober 2009 den Flugverkehr von außergriechischen Flughäfen ein. Dagegen wurden die innergriechischen Flüge noch bis Ende November 2009 mit Unterstützung des griechischen Staates weiter geführt.
Am 29. September 2009 begann der Flugbetrieb der vollständig privatisierten Nachfolgegesellschaft Olympic Air. Im Vergleich zur bisherigen Olympic Airways wurden 28 Ziele im Ausland – darunter alle Ziele in Deutschland sowie alle Verbindungen nach Übersee – sowie 20 innergriechische Ziele eingestellt und nur noch die Hälfte der ehemals 7500 Mitarbeiter übernommen. Des Weiteren wurde vorerst nur ein Teil der bisherigen Flotte von der neuen Gesellschaft übernommen.

## Corporate Identity

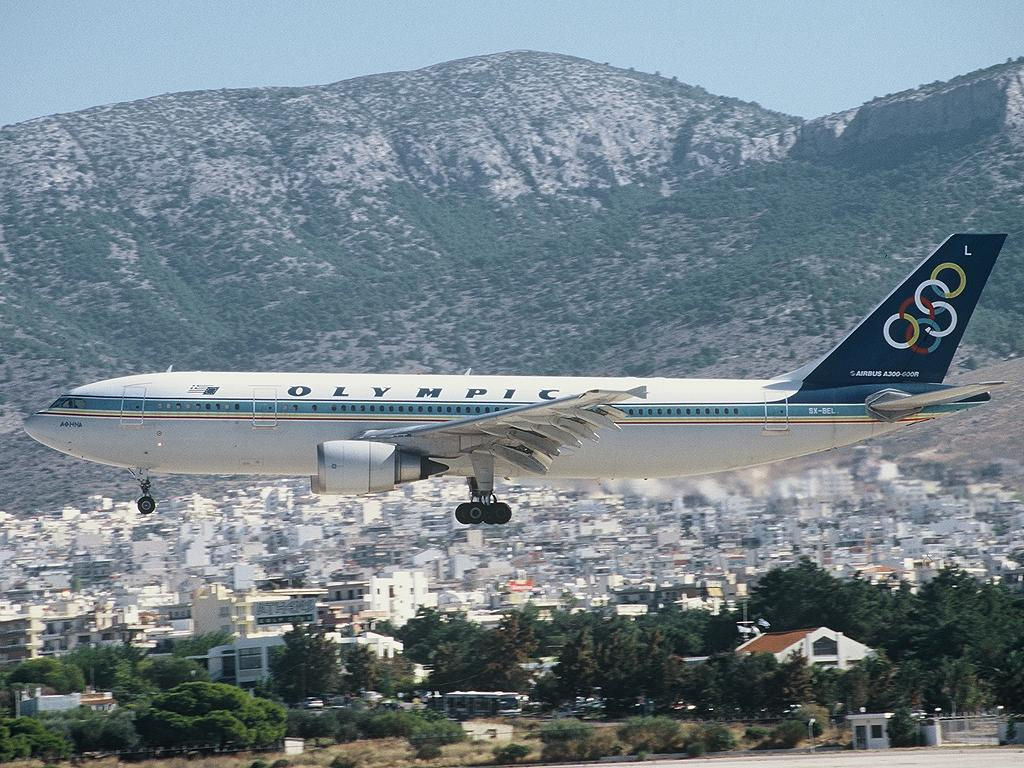
Eine A300 im nur von 1994 bis 1996 benutzten Farbschema „Rainbow-Colors“

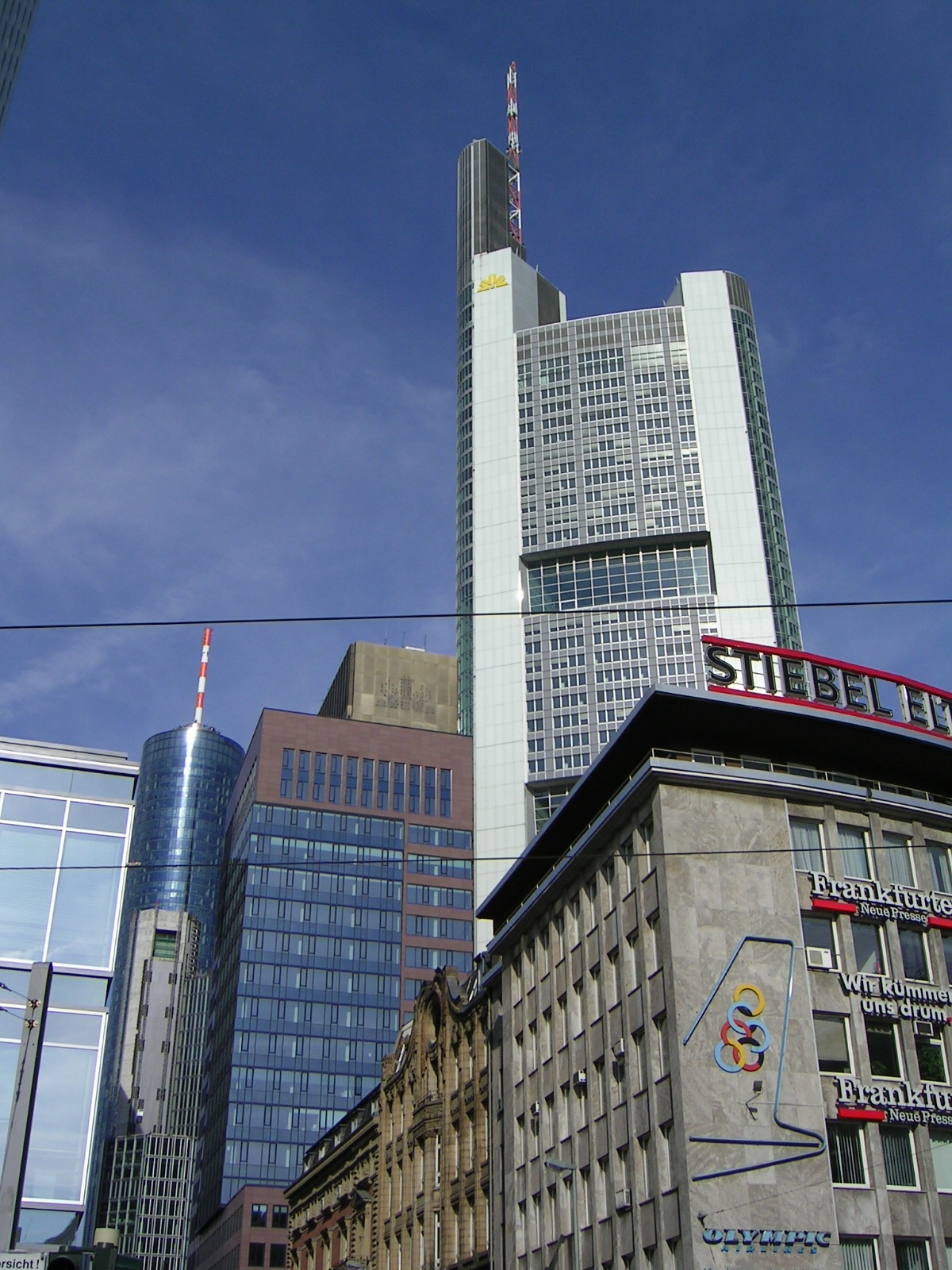
Leuchtreklame der Olympic im Frankfurter Bankenviertel

In den frühen 1990er Jahren wurde eine neue CI namens Rainbow-Colors mit der Grundfarbe Türkis eingeführt, die Resonanz der Kunden war schlecht, und man überarbeitete die alte CI auf die bis zum Ende gültige Form. Ungewöhnlich ist, dass zwischen Flugzeugen, die auf kurzen Strecken eingesetzt werden und den Lang- und Mittelstreckenmaschinen gestalterisch unterschieden wird, erstere haben keinen vertikalen Streifen. Dies geht darauf zurück, dass früher Kurzstreckenflüge von der Tochter Olympic Aviation betrieben wurden. Nach der Eingliederung wurde auch bei neuen Maschinen diese Unterscheidung fortgeführt.
Logo
Bei Firmengründung bestand das Logo aus fünf gestreckten Ringen. Diese waren zwar deutlich von dem Zeichen der Olympischen Spiele zu unterscheiden, Aristoteles Onassis wollte sich aber nicht auf einem Rechtsstreit mit dem Olympischen Komitee einlassen und nahm dessen Beanstandung zum Anlass, das Logo zu ändern und das bis zuletzt gültige Corporate Design mit den nun 6 Ringen und dem kursiven Schriftzug einzuführen.
Uniformen
Olympic war die erste Fluggesellschaft, die Stewardessen-Uniformen von Star-Designern entwerfen ließ. Coco Chanel entwarf zu Lebzeiten auch für Olympic, genauso wie Yves Saint Laurent und später Pierre Cardin. Die Uniformen waren immer maßgeschneidert, dafür wurde im Zentrum Athens eigens ein Atelier eingerichtet. Bis zuletzt wurde jedes Jahr eine neue Kollektion eingeführt, die Flugkapitäne der Gesellschaft trugen stets schwarze Krawatten zum Gedenken an den tragischen Tod von Alexander Onassis.
Leuchtreklame
An der Kreuzung Vouliagmeni und Alimou Avenue, die von der Innenstadt zum Flughafen führen, ließ Olympic 1963 eine große Leuchtreklame installieren. Alleine der Innendurchmesser des mittleren Kreises beträgt 10 m. Sowohl in technischer als auch in rechtlicher Hinsicht waren Hindernisse zu überwinden, gab es bis dahin weltweit doch nur wenige freistehende Leuchtreklamen dieser Größenordnung. Mit dem Verkauf an Olympic Air gab es kein Interesse mehr, und die Leuchtreklame wurde 2009 abgeschaltet, ohne dass sich jemand für den Abbau verantwortlich fühlte. Schließlich wurde diese zum kommunalen Politikum, da viele Bürger deren Restaurierung forderten. 2017 wurde die restaurierte Leuchtreklame neu eingeweiht, nun als Wahrzeichen. Eine deutlich kleinere Leuchtreklame existierte in Frankfurt am Willy-Brandt-Platz an jenem Gebäude, in dem die Griechische Zentrale für Fremdenverkehr ihren Sitz hatte.

### Namen der Flugzeuge
Die Flugzeuge der Olympic wurden nach Themenkreisen der griechischen Antike benannt, wobei jedes Baumuster einen Themenkreis hatte. Die Maschinen der Inlandsflüge wurden nach historisch bedeutenden Inseln benannt. In der Anfangszeit gab es auch einen Themenkreis mit Königinnen und Prinzessinnen Griechenlands.

## Ziele
Olympic Airlines bediente ein Netzwerk von 13 interkontinentalen, 28 europäischen und 36 innergriechischen Flugzielen und war Codeshare-Partner von Gulf Air, Cyprus Airways, Aerosvit Airlines, Air Malta, Czech Airlines, TAP Portugal und Kuwait Airways.

## Flotte

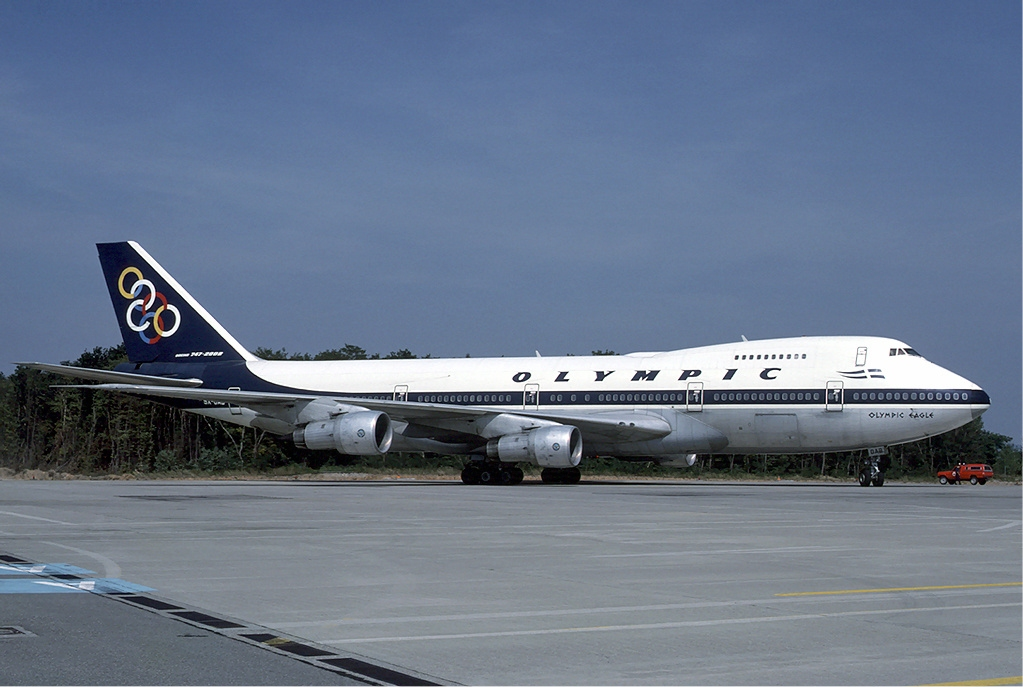
Eine Boeing 747 der Olympic Airlines, 1985. Dieses Exemplar ist als eine von einstmals fünf 747 der Olympic erhalten und wird gegenwärtig als Exponat restauriert

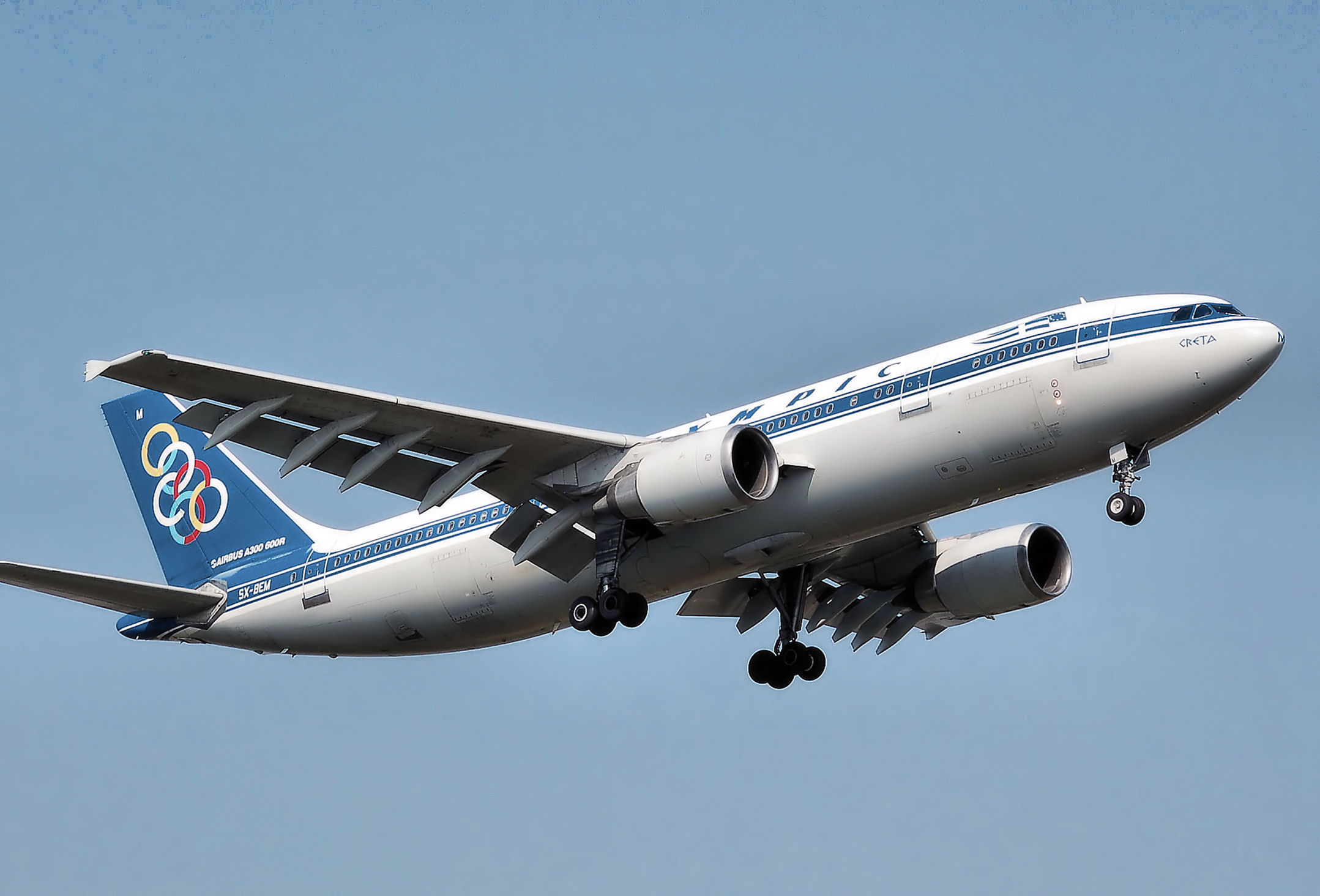
Ein Airbus A300-600R der Olympic Airlines

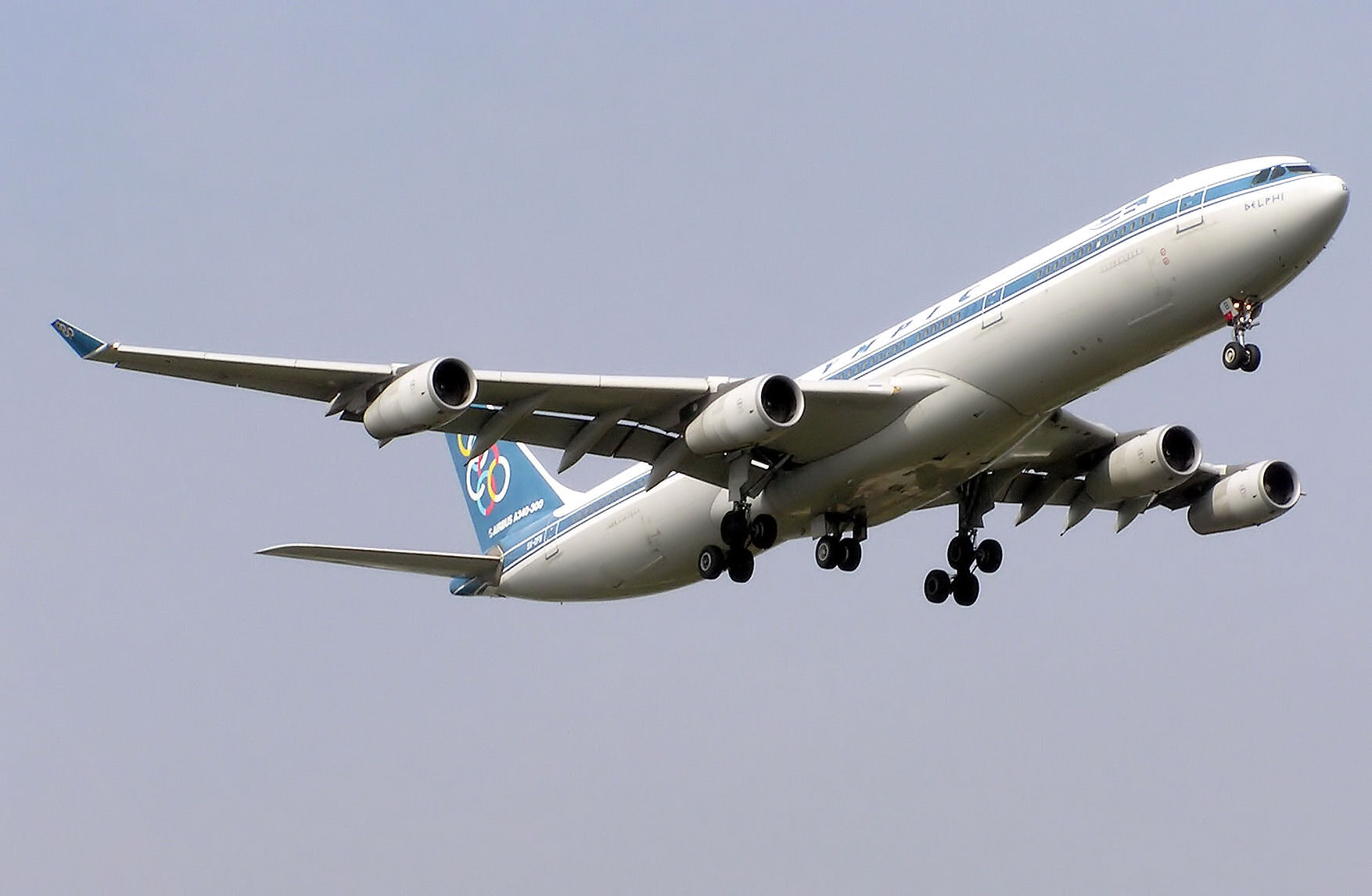
Ein Airbus A340-300 der Olympic Airlines

Die Flotte bestand über Jahrzehnte aus 35–40 Flugzeugen. Die letzten Jahre wurde vermehrt auf geleaste Maschinen zurückgegriffen.

### Flotte bei Betriebseinstellung
Vor Einstellung des Flugbetriebes bestand die Flotte der Olympic Airlines mit Stand Juni 2009 aus 24 Flugzeugen:
| Flugzeugtyp            | Anzahl | Bestellungen | Anmerkungen                     |
| ---------------------- | ------ | ------------ | ------------------------------- |
| Airbus A319-100        | 0 8    |              | Verkauf                         |
| Airbus A320-200        | 0 5    |              | Übernahme durch Aegean Airlines |
| ATR 42-320             | 0 1    |              | Übernahme von Olympic Air       |
| De Havilland DHC-8-100 | 0 3    |              | Verkauf                         |
| De Havilland DHC-8-400 | 0 7    | 8            | Übernahme von Aegean Airlines   |
| Gesamt                 | 24     |              |                                 |

### Zuvor eingesetzte Flugzeuge
- Airbus A300-B2/B4
- Airbus A300-600R
- Airbus A340-300
- Boeing 707-300
- Boeing 717-200 (Erstkunde)
- Boeing 720-051
- Boeing 727-30/-200
- Boeing 737-200
- Boeing 737-300
- Boeing 737-400
- ATR 72-500
- Boeing 747-100
- Boeing 747-200
- Britten-Norman BN-2 Islander
- De Havilland DH.106 Comet 4B
- Dornier 228
- Douglas DC-3
- Douglas DC-4 Skymaster
- Douglas DC-6
- Learjet 25
- NAMC YS-11
- Short 330
- Short Skyvan

## Zwischenfälle
Bei den Vorgängergesellschaften von Olympic Airways ereigneten sich folgende Unfälle:
- Am 3. September 1947 wurde eine Douglas DC-3/C-47A-65-DL der Hellenic Airlines (SX-BAB) in sehr niedriger Höhe von einer Windscherung erfasst, als sie im Anflug auf den Flughafen Athen-Hassani (Griechenland) war. Die Maschine fiel an einem felsigen Uferabschnitt ins Meer, 4 Kilometer vom Flughafen entfernt. Dabei wurde das Cockpit zerstört, wobei 3 der 15 Besatzungsmitglieder des Trainingsfluges ums Leben kamen.[6]

- Am 23. April 1949 wurde eine Douglas DC-3/C-47A-5-DK der T.A.E. (SX-BAF) bei einem Landeunfall auf dem Flughafen Athen-Hassani (Griechenland) irreparabel beschädigt. Alle Insassen überlebten den Unfall.[7]

- Am 6. Juni 1949 flog eine Douglas DC-3/C-47A-1-DK der T.A.E. (SX-BAI) im Anflug auf den Flughafen Athen-Hassani (Griechenland) in den Kern einer Cumulonimbus-Gewitterwolke ein. Die extremen Beschleunigungskräfte führten zum Abbrechen der rechten Tragfläche. Das Flugzeug stürzte 30 Kilometer nordöstlich von Athen ab. Alle 22 Insassen wurden getötet, vier Besatzungsmitglieder und 18 Passagiere.[8]

Von 1957 bis Juli 2017 ereigneten sich bei Olympic Airways bzw. Olympic Airlines sieben Totalverluste von Flugzeugen. Dabei wurden 198 Menschen getötet. Beispiele:
- Am 29. Oktober 1959 stürzte eine Douglas DC-3/C-47A-30-DL der Olympic Airways (SX-BAD) aus einer Höhe von 9000 Fuß (2740 Metern) bei Avlon Attiki (Griechenland) ab, nahe 39 Kilometer nördlich des Startflughafens Athen-Ellinikon. Der Unfall wurde durch den Ausfall des Kolbenbolzenlagers des Kolbens Nr. 6 des linken Motors verursacht, was zu einem abrupten Abbrechen des Motors führte. Der gebrochene, noch rotierende Propeller, verursachte schwere Einschnitte an der linken Tragfläche. Diese löste sich, und es kam zum Kontrollverlust. Alle 19 Insassen, drei Besatzungsmitglieder und 16 Passagiere, kamen ums Leben.[10]

- Am 8. Dezember 1969 wurde eine intakte Douglas DC-6B der griechischen Olympic Airlines (SX-DAE) 40 Kilometer südöstlich des Flughafens Athen-Ellinikon beim Anflug in einen Berg geflogen. Alle 90 Insassen wurden getötet, fünf Besatzungsmitglieder und 85 Passagiere. Unfallursache war ein gesteuerter Flug ins Gelände (CFIT). Mit 90 Todesopfern war es der schwerste Unfall einer DC-6.[11]

- Am 5. November 1970 brach an einer Douglas DC-6B der Olympic Airways (SX-DAI) bei der Landung auf dem Flughafen Korfu (Griechenland) das Bugfahrwerk zusammen. Das Flugzeug geriet von der Landebahn 35 ab und kam knapp 140 Meter links davon zum Stillstand. Es wurde irreparabel beschädigt. Alle 67 Insassen, fünf Besatzungsmitglieder und 62 Passagiere, überlebten den Unfall.[12]

- Am 21. Oktober 1972 wurde eine NAMC YS-11 (SX-BBQ) vor der Küste von Voula, Athen, ins Meer geflogen. Von den 53 Insassen ertranken 36 Passagiere und ein Besatzungsmitglied, 16 Passagiere und drei Besatzungsmitglieder wurden gerettet. Unfallursache war ein Controlled flight into Terrain (CFIT).[13]

- Am 23. November 1976 flog eine weitere intakte NAMC YS-11 (SX-BBR) nahe Kozani, Griechenland, in einen Berg. Alle 46 Passagiere und vier Besatzungsmitglieder starben. Unfallursache war auch dieses Mal ein Controlled flight into Terrain (CFIT).[14]

- Am 12. August 1997 verunglückte eine Boeing 727-230 (SX-CBI) nach dem Aufsetzen auf der Landebahn des Flughafens Thessaloniki. Keiner der 26 Passagiere und 9 Besatzungsmitglieder kam ums Leben.[15]

## Rezeption und Trivia

### Film
Im Film James Bond 007 – In tödlicher Mission ruft James Bond Miss Moneypenny an und bittet sie, das Büro der Olympic anzurufen und einen Flug nach Madrid zu buchen.
In einer Folge von Ein Fall für zwei beobachtet Matula, wie ein Täter in ein ‚Reisebüro‘ geht. An der Tür ist sichtbar der Schriftzug Olympic zu lesen, es handelt sich um den Eingang der damaligen Deutschlandzentrale der Fluggesellschaft.
Der Kinofilm Einsame Entscheidung von 1996 spielt auf einem Flug von Athen nach Washington, die fiktive Oceanic (Airlines) verwendet das Kürzel OA und die Farben der Olympic Airlines.

### Erhaltene Luftfahrzeuge

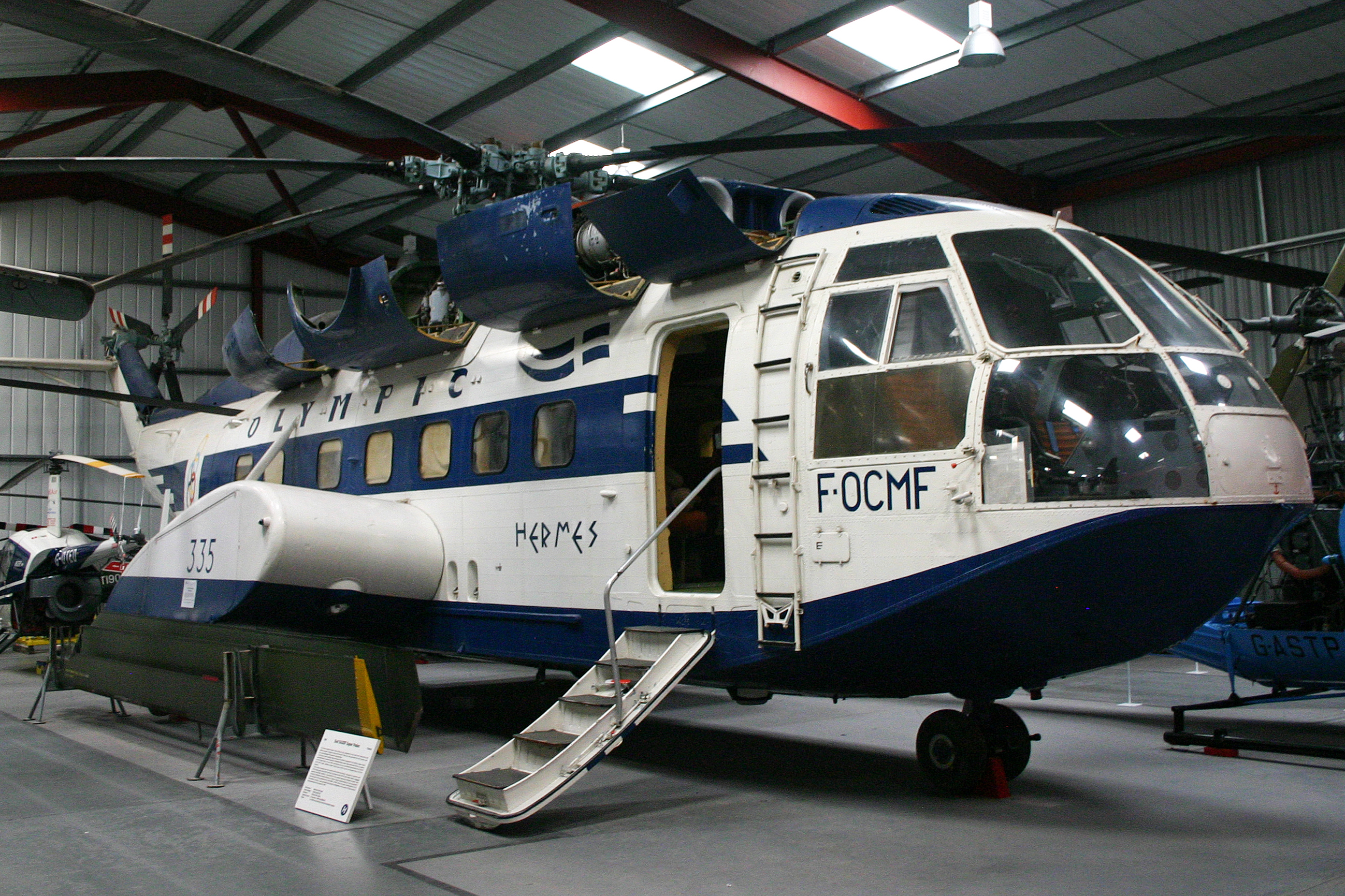
Hubschrauber im The Helicopter Museum

Folgende Flugzeuge sind als Exponate erhalten, die allesamt neu in der Onassis-Ära ausgeliefert wurden und nur für Olympic flogen.
- Aérospatiale SA 321 Super Frelon F-BTRP (Hermes): Das einzige Exemplar einer Passagierausführung des Hubschraubers wurde testweise angemietet. Die Wartungs- und Betriebskosten übertrafen die Prognosen und der Hubschrauber wurde nach der Saison 1968–1969 an den Hersteller zurückgegeben und eingemottet. Später wurde es vom The Helicopter Museum in England erworben, wo es in den Farben der Olympic ausgestellt wird.

- Boeing 727-200 SX-CBC (Mount Parnassus). Das Flugzeug flog von 1968 bis 1993 für Olympic, es ist jenes mit dem der Leichnam Aristoteles Onassis von Paris nach Griechenland überführt wurde. An Bord befanden sich zahlreiche prominente Gäste, darunter Jacqueline Kennedy Onassis und Edward Kennedy. Es wurde von einem Liebhaber gekauft und nach Oregon geflogen, wo es als Wohnhaus dient.

- Boeing 727-200 SX-CBA (Mount Olympus). Das Flugzeug flog von 1968 bis 1993 für Olympic und wurde vom Verein der früheren Olympic-Mitarbeiter Polkeoa erworben, um am Flughafen Athen-Ellinikon Teil eines Luftfahrtmuseums zu werden. Als dieses Projekt scheiterte, wurde das Flugzeug von der Zela Aviation erworben, die es restaurierte und als Sehenswürdigkeit der Gemeinde Glyfada schenkte.

- Boeing 747-200 SX-OAB (Olympic Eagle). Das Flugzeug flog von 1973 bis 1996 für Olympic und wurde vom Verein der früheren Olympic-Mitarbeiter Polkeoa erworben, um am Flughafen Athen-Ellinikon Teil eines Luftfahrtmuseums zu werden. Als dieses Projekt scheiterte, wurde das Flugzeug von Lambda, dem Projektentwickler des Geländes erworben und wird neben dem denkmalgeschützten Saarinen-Terminal als Museum dienen.

### Trivia
- Harry Wijnvoord war von 1970 bis 1988 in Frankfurt in der Deutschland-Zentrale von Olympic tätig.
- Als Hommage an die Fluggesellschaft benannte Paul Frank Sunich seine Brillenkollektion Olympic Airways
- Ein Song der englischen Indie-Rock-Band Foals trägt ebenfalls den Namen Olympic Airways.